# Rivera
 Denne artikel omhandler hovedstaden i departementet Rivera. Opslagsordet har også en anden betydning, se Rivera (departement).
Rivera er en by i den nordøstlige del af Uruguay, med et indbyggertal (pr. 2007) på cirka 75.000. Byen er hovedstad i Rivera-departementet, og ligger på grænsen til nabolandet Brasilien.